# (18634) Champigneulles
(18634) Champigneulles est un astéroïde de la ceinture principale découvert par l'étude OCA-DLR Asteroid Survey le 2 mars 1998. Il a été ainsi baptisé en l'honneur de la commune de Champigneulles en Lorraine.